# Destroy All Humans! Big Willy Unleashed
Destroy all humans! big Willy unleashed es un videojuego de acción-aventura desarrollado por Locomotive games y publicado por THQ para la Nintendo Wii. Una versión originalmente iba a ser lanzada para Playstation 2 junto a la Wii, pero fue cancelada en última instancia debido a los recortes del presupuesto.

## Trama
Destroy All Humans!: Big Willy Unleashed tiene lugar antes de los acontecimientos de Destroy All Humans!: Path of the Furon y después de Destroy All Humans! 2, ambientado en los años setenta. Cryptosporidium 138 y su mentor, Orthopox 13, intentan popularizar Big Willy, un restaurante de comida rápida que Orthopox posee. Pox revela que la franquicia de alimentos Big Willy es en realidad un plan para deshacerse de los cuerpos humanos que Crypto deja abandonados, después de extirparles los tallos cerebrales.
Crypto y Pox están viendo televisión en Harbor City y se encuentran con las noticias de la noche. Bill Kincaid, un reportero de noticias, anuncia que Big Willy Corporation ha abierto su restaurante número 500, y que el presidente Huffman renunció, ergo, que Crypto renunció al control del gobierno estadounidense. La noticia es interrumpida por la heredera desaparecida llamada Patty Wurst (una parodia de Patricia Hearst), usando una señal de televisión pirateada para aparecer en el canal. Ella revela que Big Willy está utilizando cadáveres humanos para moler y alimentar al público y que un envío de suministro de carne va a atracar en el puerto para probar su caso.
Antes de que Crypto mate a Patty Wurst, en el nuevo robot gigante Big Willy, Pox se da cuenta de que su enemigo real es el Coronel Kluckin (una parodia del Coronel Sanders), el dueño de un restaurante de comida rápida en competencia, y que podría ser una amenaza para el Gran franquicia de Willy. Pox envía a Crypto a Fairfield en la zona rural de Kentucky, hogar del nuevo restaurante Big Willy, para ver si puede encontrar una pista hacia dónde podría estar escondido Kluckin. Después de que Crypto aterriza, Pox se da cuenta de que un grupo de chicas de patines patinan fuera del restaurante Big Willy con un maletín. En el interior está la receta secreta de la comida rápida Big Willy. Crypto los encuentra en la parte de atrás de un callejón; los mata a todos excepto a uno, que de alguna manera logra esconderse. Más tarde, ella aparece frente a Crypto y le dice que la especie Furon y la franquicia Big Willy serán derribadas. Atacando a Crypto, ella escapa. Pox le informa a Crypto que sus armas y su jet pack están rotos. Regresa al platillo y mata a más chicas de patines. Luego, el cuerpo de Crypto le arrebata al Rey de las mazorcas de maíz, el novio de la chica rusa líder. Él se encuentra con ella en una cabina telefónica, después de lo cual salta y electrocuta a la chica del rodillo principal. Pox le ordena a Crypto que destruya todo Fairfield (excepto su restaurante) para borrar todos los rastros de sus misiones y dirigirse a la siguiente área.
Pox trae Crypto a Fantasy Atoll, una isla ubicada cerca de Malasia, como una táctica para vencer al coronel Kluckin. Allí, Crypto conoce al Sr. Pork, el hombre que dirigía la isla, y a Ratpoo, su sirviente (ambos parodia de los personajes principales de Fantasy Island, el Sr. Roarke y Tatoo). Pork le promete a Pox un nuevo cuerpo y Pox está de acuerdo. Crypto debe encontrar partes para construir un nuevo cuerpo, pero resulta ser un engaño y explota a Pox, quien termina en algún lugar del otro lado de la isla. Crypto encuentra su unidad HoloPox dañada y casi inutilizable. Un representante de atención al cliente de Furon instruye a Crypto sobre cómo reparar la unidad HoloPox dañada. Después de una reñida misión de rescate en donde Pox repite una y otra vez la frase ''Ayúdame 137 Cryptobi, eres mi única esperanza'' (una referencia clara a la película Star Wars: Episodio IV - Una nueva esperanza), Es restaurado y busca venganza. Crypto hipnotiza a Ratpoo, que salta al volcán activo del atolón mientras transporta a Pork. Para su sorpresa, el Sr. Pork sobrevive y ataca con el Hate Boat, un buque de guerra gigante. Después de destruir el Hate Boat en el platillo, Pox y Crypto van a Vietmahl (una parodia de Vietnam) para encontrar al Coronel Kluckin.
En Vietmahl, Kluckin revela que ha estado convirtiendo los cadáveres de la Guerra de Vietmahl en alitas de pollo y pechugas, y Crypto y Pox se enfrentan a un traidor empleado de Big Willy llamado Trahn, que resulta ser un agente doble con Kluckin. Después de completar con éxito varios objetivos, incluida la muerte de Trahn, Crypto se sube al robot del Big Willy y logra derrotar a Kluckin, quien a su vez pelea usando un robot del Dios del templo Vietmahlita. Sin embargo, al derrotar a Kluckin, Pox afirma que está harto de la comida rápida. Aunque enojado porque Pox renunció abruptamente al restaurante después de derrotar a Kluckin, Crypto alegremente toma las ganancias del restaurante y le dice a Pox que hará las transacciones comerciales a partir de ahora y que tiene una idea de las ganancias que involucra a una "pequeña ciudad" en Nevada ", mientras ambos se alejan en la distancia.